# Prosecco

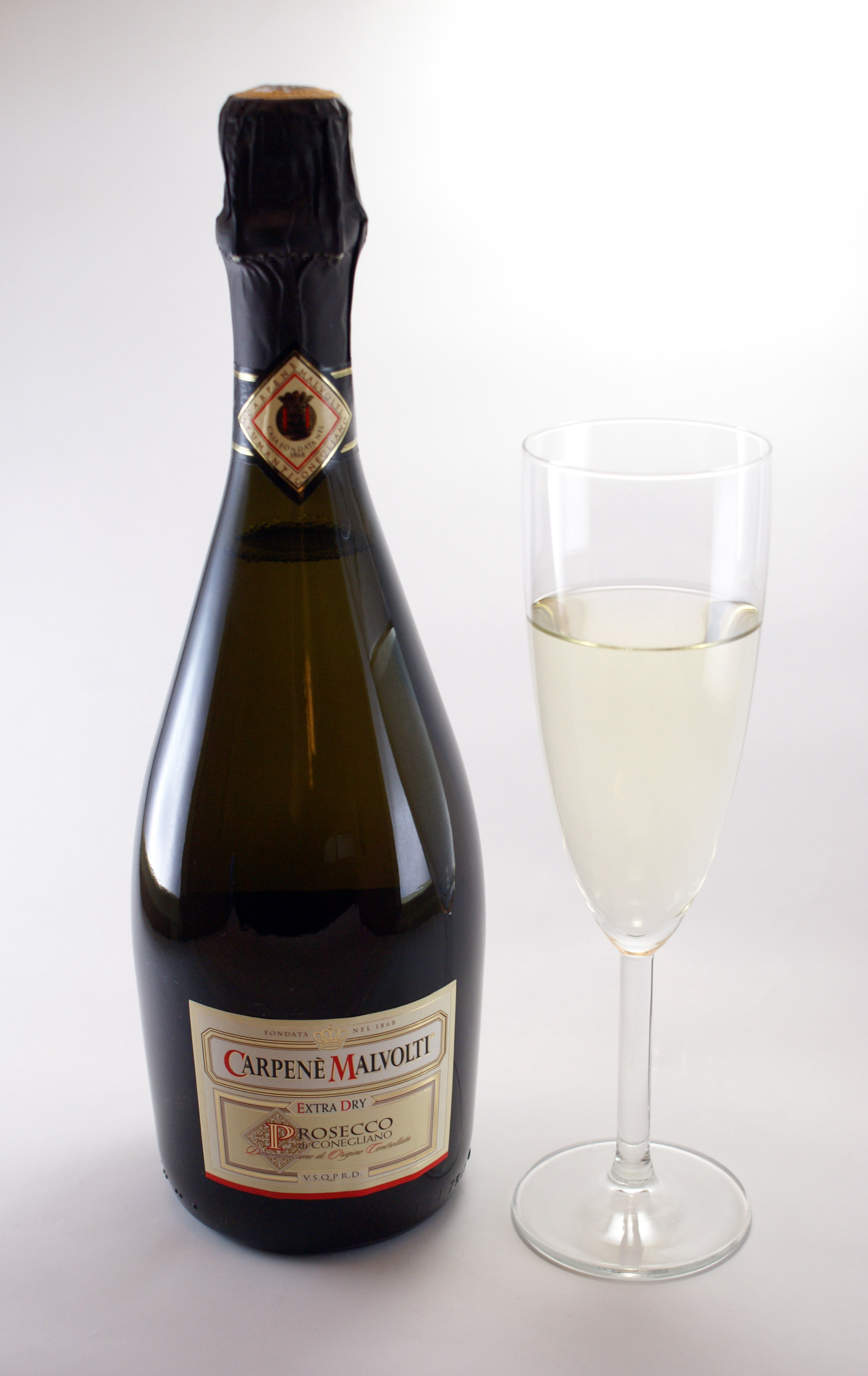
Een fles prosecco di Conegliano spumante extra droog.
Het glas is overigens gevuld met goedkope prosecco frizzante uit blik

Prosecco is zowel de naam van een Italiaanse mousserende wijn als van de witte druivensoort waar deze wijn van gemaakt wordt.

## Het druivenras "prosecco" en zijn geschiedenis

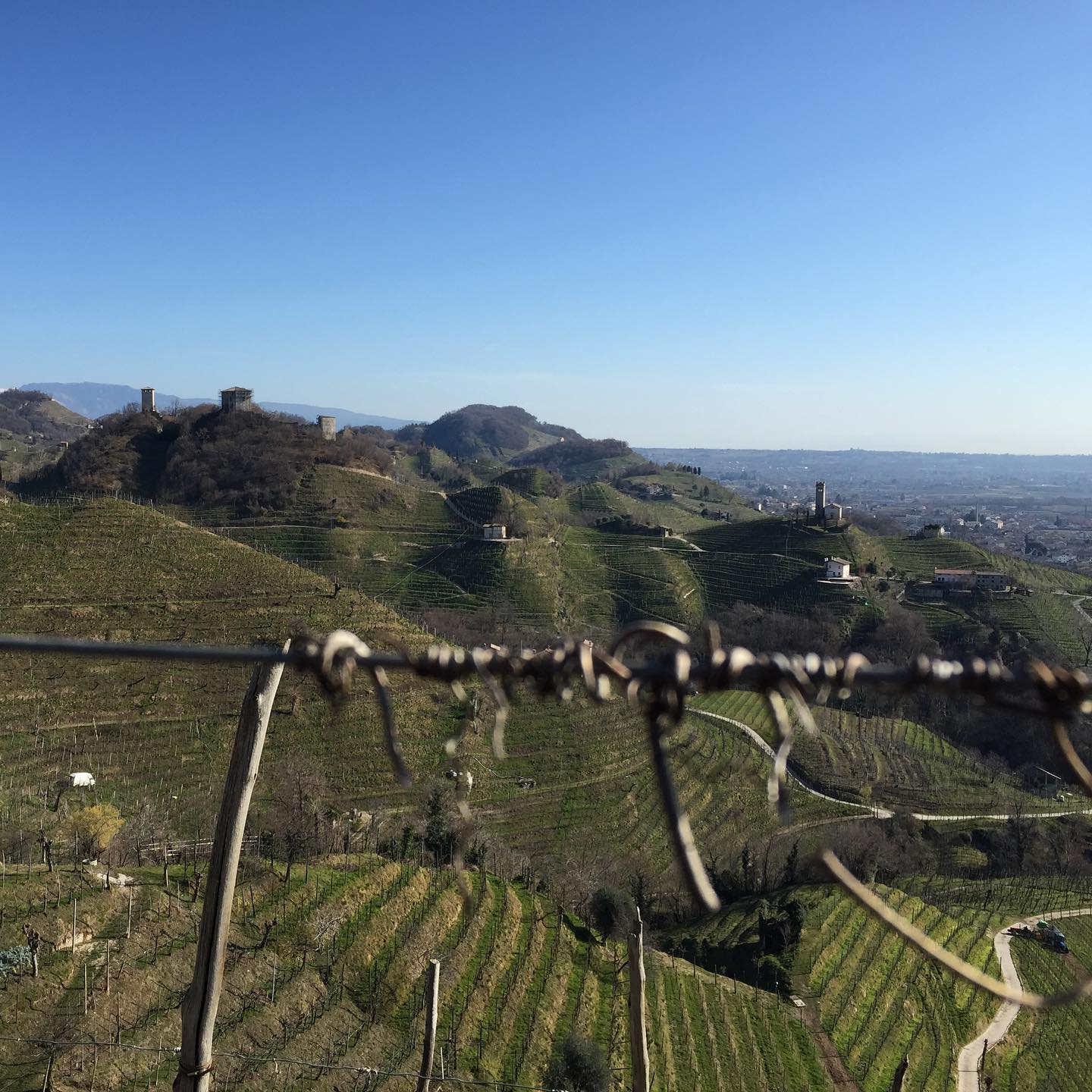
De heuvels tussen Conegliano en Valdobbiadene, Unesco

Wijnbouw in de heuvels tussen Conegliano en Valdobbiadene in de regio Veneto stamt uit oude tijden. De proseccowijnstok werd tweehonderd jaar geleden al gekweekt op deze heuvels. Sinds het begin van de negentiende eeuw is onderzoek naar dit druivenras sterk toegenomen en de prosecco is verspreid over het hele gebied. De heuvels tussen Conegliano en Valdobbiadene  staan sinds 2019 op de Unesco-Werelderfgoedlijst.
De precieze oorsprong van dit ras is enigszins een mysterie, maar sommigen beweren dat het in feite al bekend was als de 'pucino' in de tijd van het Romeinse Rijk. Keizerin Livia was vooral dol op de wijn van deze druif. Zeker is dat al gedurende ten minste twee eeuwen de heuvels van Conegliano-Valdobbiadene een ideale omgeving zijn voor de teelt van prosecco.
De officiële naam van de druif die in de volksmond 'prosecco-druif' wordt genoemd is glera. Het gebruik van de naam glera is weer gebruikelijk geworden vanaf 2009, toen de DOCG-status aan prosecco is toegekend en prosecco een herkomstbenaming is geworden. Deze herkomstbenaming is belangrijk voor de wijnbouwers uit de oorspronkelijke regio die de naam 'prosecco' op steeds meer flessen bubbelwijn op zagen duiken. Dit waren wijnen die niets te maken hadden met wat prosecco in essentie is: een Italiaanse mousserende wijn die is gemaakt van glera.

## Conegliano-Valdobbiadene: de prosecco DOCG-regio
Aan prosecco is in 2009 de status Denominazione di Origine Controllata e Garantita (DOCG) toegekend. Op hetzelfde moment is een Denominazione di Origine Controllata (DOC) gecreëerd voor prosecco die wordt gemaakt in vijf provincies van Veneto en vier van Friuli. De DOCG-status is het resultaat van de kwaliteit van de wijnbouwers uit de Conegliano-Valdobbiadene regio, waar de steile heuvels en het klimaat goede voorwaarden bieden voor het verbouwen van de gleradruif.
Naast de eis dat DOCG prosecco uit het Conegliano-Valdobbiadene gebied moet komen, zijn er ook strenge eisen ten aanzien van de maximale opbrengst die het land mag opleveren (minder opbrengst betekent rijkere, gezondere druiven) en het maximaal aantal liters most dat per kilo mag worden geperst (de eerste, zachte persing levert de meest verfijnde most op).
Prosecco DOCG-wijn komt uit een gebied ongeveer 50 kilometer ten noorden van de Italiaanse stad Venetië in de regio Veneto. De productiezone strekt zich uit over de band van de heuvels van de provincie van Treviso en omvat het gebied tussen de steden van Conegliano en Valdobbiadene. Het gebied omvat een reeks van heuvelketens - die loopt van oost naar west - die de een na de ander elkaar opvolgen uit de laaglanden van de Pre-Alpen. Het gebied ligt op gelijke afstand tussen de beschermende Dolomieten in het noorden, en de Adriatische Zee, die een positief effect heeft op klimaat en landschap.
De productie omvat het grondgebied van 15 gemeenten en heeft een oppervlakte van ongeveer 18.000 hectare. De wijnstokken worden alleen geteeld op de op het zuiden gerichte hellingen van de heuvels, op een hoogte van 50 tot 500 meter boven zeeniveau. De noordgerichte hellingen zijn vaak bedekt met bossen.
Er zijn momenteel meer dan 6.000 hectare geregistreerd als DOCG. Hiervan behoren er 106 tot het superiore di Cartizze die jaarlijks meer dan een miljoen flessen van de beste mousserende wijn produceert. De steile hellingen van de heuvels maken het moeilijk de werkzaamheden te mechaniseren, en het beheer van wijngaarden is bijna altijd in de handen van kleine telers. Alleen in de buurt van Conegliano vindt men een paar van de grotere producenten. Met betrekking tot het aantal wijnhuizen is er een gestage groei: geleidelijk zijn tal van nieuwe ondernemers toegetreden tot de gelederen van de producenten. Onder hen zijn vier coöperaties en 15 grote huizen. De vele taluds, hellingen en terrassen zijn langzaam in de loop der eeuwen door mensenhand ontstaan. Deze profielen geven de heuvels een zonnig aanzicht.

## Prosecco DOC
Gelijktijdig met de toekenning van de DOCG voor prosecco uit de Valdobbiadene regio, is er een DOC toegewezen voor prosecco van buiten de DOCG-regio. Prosecco DOC mag gemaakt worden in de volgende vijf provincies van de regio Veneto: Treviso , Venice , Vicenza , Padua en Belluno en in de volgende vier provincies van Friuli: Gorizia , Pordenone , Trieste en Udine. Wijn die buiten een van deze regio's wordt geproduceerd, mag geen prosecco heten.
De regels ten aanzien van maximale opbrengst van de oogst en het maximaal aantal liters dat per kilo bij persing mag worden verkregen, zijn voor DOC prosecco minder streng dan voor prosecco DOCG. De toekenning van de DOC-status aan de genoemde negen provincies heeft een impuls gegeven aan de productie van prosecco in deze regio's, omdat ze hiervoor nog niet een DOC mochten voeren.
In 2012 is het aantal flessen prosecco DOC al gegroeid naar 200 miljoen flessen. In 2015 was er een recordoogst aan druiven die leidde tot de productie van zo'n 450 miljoen flessen. Zo'n 70% van deze productie was bestemd voor de export, waarvan het grootste deel naar het Verenigd Koninkrijk.

## Productie van de wijn
De wijn kan als vino frizzante of als spumante worden gemaakt. Het verschil zit hem in de bubbels. Spumante is de Italiaanse benaming voor een mousserende wijn die meer dan drie bar druk bevat. Frizzante geeft aan dat de wijn half mousserend is. Deze variant bevat weinig koolzuur doordat het tweede gistingsproces korter is dan bij een spumante. Het verschil tussen frizzante en spumante heeft niets te maken met een tweede vergisting in een tank (méthode Charmat) of een tweede vergisting in de fles (méthode traditionnelle).
De betere prosecco wordt gemaakt volgens de méthode Charmat, zowel de spumante als de frizzante variant. Méthode Charmat houdt in dat de basiswijn, die is ontstaan door een eerste vergisting in een open tank, een tweede vergisting te laten ondergaan in een autoclaaf (gesloten druktank). Deze vergisting wordt op gang gebracht door gist en suiker aan de wijn toe te voegen. Het door die gisting geproduceerde koolzuurgas lost op in de wijn. Door het veel grotere volume van de tank, zal deze tweede gisting veel sneller verlopen dan bij een méthode traditionnelle (dat een tweede gisting op fles kent). Dit procedé geeft de proseccowijn zijn frisse, schuimige mousse. Doordat deze bereidingsmethode minder arbeidsintensief is, is prosecco over het algemeen goedkoper dan wijnen die een tweede vergisting op de fles ondergaan.
In vergelijking tot mousserende wijn gemaakt volgens de méthode traditionnelle ontbreekt bij de wijnbereiding van prosecco de rijping op gist, wat bij een tweede gisting op fles wel plaatsvindt. Naast de frizzante die gemaakt wordt volgens de méthode Charmat, bestaan er ook frizzante prosecco's waarbij het koolzuurgas simpelweg in de stille wijn wordt geïnjecteerd, vlak voor botteling.
Spumante is er in drie versies: dry, extra dry en brut. Dry is hierbij de minst droge variant en brut de droogste. Extra dry is de klassieke variant van prosecco en degene die in Italië het meest wordt gedronken. Brut is op dit moment in opkomst en groeit doordat de exportmarkt daarom vraagt - buiten Italië is de smaak van de consument vaak meer richting de droge wijnen. Het restsuikergehalte in de wijn wordt gecontroleerd door temperatuurregulaties tijdens de tweede fermentatie waardoor de gist niet alle suiker consumeert.
De meeste prosecco's zijn van de variant spumante. Deze ondergaat een langere tweede vergisting dan frizzante en heeft hierdoor een wat hogere koolzuurdruk en wat meer mousse. De flessen zijn sterker en de afsluiting is voorzien van een metalen vlechtwerkje (muselet) zoals ook bij champagneflessen. De frizzante prosecco met een wat lagere koolzuurdruk (ook wel vino frizzante of vino gentile genoemd) zijn vooral populair voor de export omdat deze in Nederland en in Duitsland tegen het lage accijnstarief mochten worden ingevoerd. Per 1 januari 2017 is deze bubbeltax afgeschaft in Nederland.
De fles volstaat meestal met een stevige kurk met het bekende touwtje (spago) eromheen. Een kroonkurk als afsluiting wordt ook wel toegepast bij frizzante-wijnen. Het alcoholpercentage van deze prosecco's ligt vaak rond de 10 à 11 procent. Een andere variant zijn de prosecco spento en de prosecco tranquillo. Dit zijn prosecco's zonder koolzuur en deze worden nauwelijks buiten Italië verkocht. Cartizze prosecco is de duurste prosecco die er is.

## Gebruik
Prosecco wordt koud gedronken en is goed bruikbaar als aperitief of bij vis of salade. Net als de Spaanse cava wordt prosecco vaak als alternatief voor champagne gebruikt. Prosecco heeft echter een heel andere smaak en karakter dan bijvoorbeeld een champagne. Prosecco is altijd jong, levendig, fruitig en fris, waar champagne vaak wat volwassener is door de langere tijd die een tweede vergisting op fles in beslag neemt. Prosecco kan tot twee jaar bewaard worden, hierna neemt de kwaliteit af.
De wijn wordt ook in mixdrankjes en cocktails gebruikt. Zo is het het hoofdingrediënt van de scroppino, spritz en de Bellinicocktail. Ook wordt het nog weleens als vervanging van champagne gebruikt in de mimosacocktail.

## Synoniemen
Beli teran, Bresanka, Gargana, Ghera, Glere, Gljera, Grappolo spargolo, Posecco tondo, Prosecco balbi, Prosecco bianco, Prosecco nostrano, Prosecco tondo, Prosekar, Proseko sciprina, Serprina, Teran bijeli, Uva pissona.